# 長岡望悠
長岡 望悠（ながおか みゆ、1991年7月25日 - ）は、日本の女子バレーボール選手。

## 来歴
福岡県山川町（現:みやま市）出身。三姉妹の末妹として生まれ、実姉の影響で小学2年よりバレーボールを始める。
東九州龍谷高校では、2009年、アウトサイドヒッターとして同級生の栄絵里香、芥川愛加らとともに春高バレーおよびインターハイ優勝、国体優勝の年間3冠達成に貢献。同年12月の平成21年度皇后杯全日本選手権大会においてプレミア勢を連破する大殊勲の原動力となった。
またユース代表やジュニア代表として、2007年第6回アジアユースバレーボール女子(U-18)選手権大会優勝（ベストスパイカー賞獲得）、世界ユース女子(U-18)バレーボール選手権大会、2008年アジアジュニア女子選手権大会優勝などに貢献。
2010年1月、久光製薬スプリングス（現・SAGA久光スプリングス）の内定選手となった。同年9月に中国・大連で開催された第2回アジアカップの全日本B代表として出場した。 同年12月4日のNEC戦でプレミアデビューを飾る。
2012年4月、全日本代表メンバーに選出された。同年9月、第3回アジアカップ代表として同大会に出場した。
2012/13Vプレミアリーグでは、チーム6年ぶり優勝の原動力となり、自らもMVP・ベスト6に輝いた。2013年5月の第62回黒鷲旗大会でも優勝に貢献し、ベスト6を獲得した。
2014年8月に開催されたワールドグランプリでは全日本チーム初となる銀メダル獲得に大きく貢献し、自らもベストウィングスパイカー賞（第2位）を獲得した。
2015年8月のワールドカップでは、サーブランキング2位だった。
2017年3月4日のVプレミアリーグ・ファイナル6（NEC戦）第2セット終盤にアタックを打った後の着地時に左ひざ前十字じん帯を損傷した。2017年シーズンは国際試合、国内試合ともに全試合を欠場した。
2018年8月28日、イタリアセリエA1のイモコ・コネリアーノに入団。1年間所属し翌年に久光に復帰。
2020年7月3日に日本代表に登録、復帰した。2021年にも日本代表に選出され、東京オリンピック出場を目指し合宿に参加したが、5月下旬に右膝を痛め、五輪出場は叶わなかった。
2022-23シーズンは、V1女子で主に途中出場として試合に出場。
2023年、2年ぶりに日本代表に復帰。監督の眞鍋政義は、選出理由として、フル出場が出来るかどうかを確認したいと話している。
2024年、日本代表メンバーから落選した。
2025年7月8日、チームとの契約交渉の結果、本人の意向でSAGA久光スプリングスを退団。選手として第一線を退くことを示唆した。同日に自由交渉選手として公示。

## 人物
望悠という名前は「望みを高く持って、悠（はる）か大きく成長して欲しい」という両親の願望に由来する。「み」「ゆ」という読み方はともに当て字。
特技はピアノ。

## 球歴
- 日本代表
  - ユース代表 - 2007年
  - ジュニア代表 - 2008年
  - シニア代表 - 2012-2021年、2023年

## 所属チーム
- 山川町立山川東部小（山川ジュニア）
- 山川町立山川中学
- 東九州龍谷高等学校
- 久光製薬スプリングス/久光スプリングス（2010-2018年）
- イモコ・コネリアーノ（2018-2019年）
- 久光スプリングス/SAGA久光スプリングス（2019-2025年）

## 受賞歴
- 2013年
  - 2012/13 Vプレミアリーグ MVP・ベスト6
  - 第62回黒鷲旗全日本バレーボール選手権大会 ベスト6
  - モントルーバレーマスターズ Best Spiker
- 2014年
  - 2013/14 Vプレミアリーグ ベスト6[20]
  - 2014AVCアジアクラブ選手権 MVP[21]
  - ワールドグランプリ ベストウィングスパイカー賞（第2位）
- 2015年
  - 2014/15 Vプレミアリーグ 敢闘賞、ベスト6
  - AVCアジアクラブ選手権 ベストアウトサイドスパイカー[22]
- 2016年
  - 2015/16 Vプレミアリーグ MVP、ベスト6[23]

## 個人成績
V.LEAGUEの個人成績は下記の通り（ファイナルステージ含む）。
| 大会            | チーム          | 出場     | 出場        | アタック | アタック | アタック | アタック | バックアタック | バックアタック | バックアタック | バックアタック | アタック 決定本数 | ブロック | ブロック       | サーブ | サーブ         | サーブ   | サーブ | サーブ | サーブ   | サーブレシーブ | サーブレシーブ | サーブレシーブ | サーブレシーブ | 総得点      | 総得点      | 総得点   | 総得点      |
| --------------- | --------------- | -------- | ----------- | -------- | -------- | -------- | -------- | -------------- | -------------- | -------------- | -------------- | ----------------- | -------- | -------------- | ------ | -------------- | -------- | ------ | ------ | -------- | -------------- | -------------- | -------------- | -------------- | ----------- | ----------- | -------- | ----------- |
| 大会            | チーム          | 試 合 数 | セ ッ ト 数 | 打 数    | 得 点    | 失 点    | 決 定 率 | 打 数          | 得 点          | 失 点          | 決 定 率       | セ ッ ト 平 均    | 得 点    | セ ッ ト 平 均 | 打 数  | ノ 丨 タ ッ チ | エ 丨 ス | 失 点  | 効 果  | 効 果 率 | 受 数          | 成 功 ・ 優    | 成 功 ・ 良    | 成 功 率       | ア タ ッ ク | ブ ロ ッ ク | サ 丨 ブ | 得 点 合 計 |
| V1 2010-11      | 久光            | 18       | 55          | 108      | 48       | 6        | 44.4     | 10             | 3              | 2              | 30.0           | 0.87              | 6        | 0.11           | 23     | 1              | 0        | 1      | 2      | 6.5      | 25             | 16             | 0              | 64.0           | 48          | 6           | 1        | 55          |
| V1 2011-12      | 久光            | 25       | 68          | 63       | 27       | 2        | 42.9     | 11             | 1              | 0              | 9.1            | 0.40              | 7        | 0.10           | 14     | 0              | 0        | 0      | 3      | 5.4      | 2              | 0              | 0              | 0.0            | 27          | 7           | 0        | 34          |
| V1 2012-13      | 久光            | 31       | 109         | 937      | 418      | 41       | 44.6     | 196            | 87             | 17             | 44.4           | 3.83              | 38       | 0.35           | 435    | 8              | 16       | 11     | 139    | 12.8     | 11             | 6              | 0              | 54.5           | 418         | 38          | 24       | 480         |
| V1 2013-14      | 久光            | 30       | 104         | 918      | 410      | 56       | 44.7     | 192            | 61             | 19             | 31.8           | 3.94              | 31       | 0.30           | 337    | 3              | 10       | 25     | 117    | 11.9     | 21             | 12             | 0              | 57.1           | 410         | 31          | 13       | 454         |
| V1 2014-15      | 久光            | 27       | 98          | 1138     | 517      | 49       | 45.4     | 316            | 128            | 17             | 40.5           | 5.28              | 26       | 0.27           | 291    | 3              | 3        | 21     | 93     | 9.8      | 14             | 10             | 0              | 71.4           | 517         | 26          | 6        | 549         |
| V1 2015-16      | 久光            | 28       | 108         | 1341     | 555      | 76       | 41.4     | 395            | 162            | 25             | 41.0           | 5.14              | 45       | 0.42           | 320    | 5              | 2        | 29     | 93     | 9.3      | 28             | 18             | 0              | 64.3           | 555         | 45          | 7        | 607         |
| V1 2016-17      | 久光            | 24       | 92          | 1016     | 450      | 48       | 44.3     | 306            | 114            | 18             | 37.3           | 4.89              | 27       | 0.29           | 312    | 11             | 6        | 19     | 106    | 13.6     | 11             | 7              | 0              | 63.6           | 450         | 27          | 17       | 494         |
| V1 2020-21      | 久光            | 20       | 27          | 150      | 72       | 11       | 48.0     | 23             | 10             | 5              | 43.5           | 2.67              | 3        | 0.11           | 45     | 0              | 0        | 6      | 6      | 0.0      | 1              | 1              | 0              | 100.0          | 72          | 3           | 0        | 75          |
| V1 2021-22      | 久光            | 3        | 9           | 35       | 12       | 2        | 34.3     | 5              | 0              | 1              | 0.0            | 1.33              | 0        | -              | 5      | 0              | 0        | 0      | 0      | 0.0      | 1              | 0              | 0              | 0.0            | 12          | 0           | 0        | 12          |
| 通算：9シーズン | 通算：9シーズン | 212      | 670         | 5706     | 2509     | 291      | 44.0     | 1454           | 566            | 104            | 38.9           | 3.74              | 183      | 0.27           | 1782   | 31             | 37       | 112    | 559    | 10.1     | 114            | 70             | 0              | 61.4           | 2509        | 183         | 68       | 2760        |